# Покривець
Покривець (Hylia prasina) — вид горобцеподібних птахів родини Hyliidae.

## Таксономія
Розташування цього виду завжди було суперечливим: у різні часи його відносили до родин Nectariniidae, Paridae, Ploceidae, Cettiidae або Sylviidae. Філогенетичні аналізи показали спорідненість з ремезом-гилією (Pholidornis rushiae), і було запропоновано віднести ці два види до новоутвореної родини Hyliidae.

## Поширення
Вид поширений в Західній та Центральній Африці від Гамбії до Кенії та Анголи. Мешкає у тропічних та субтропічних лісах.